# Сар-Эль

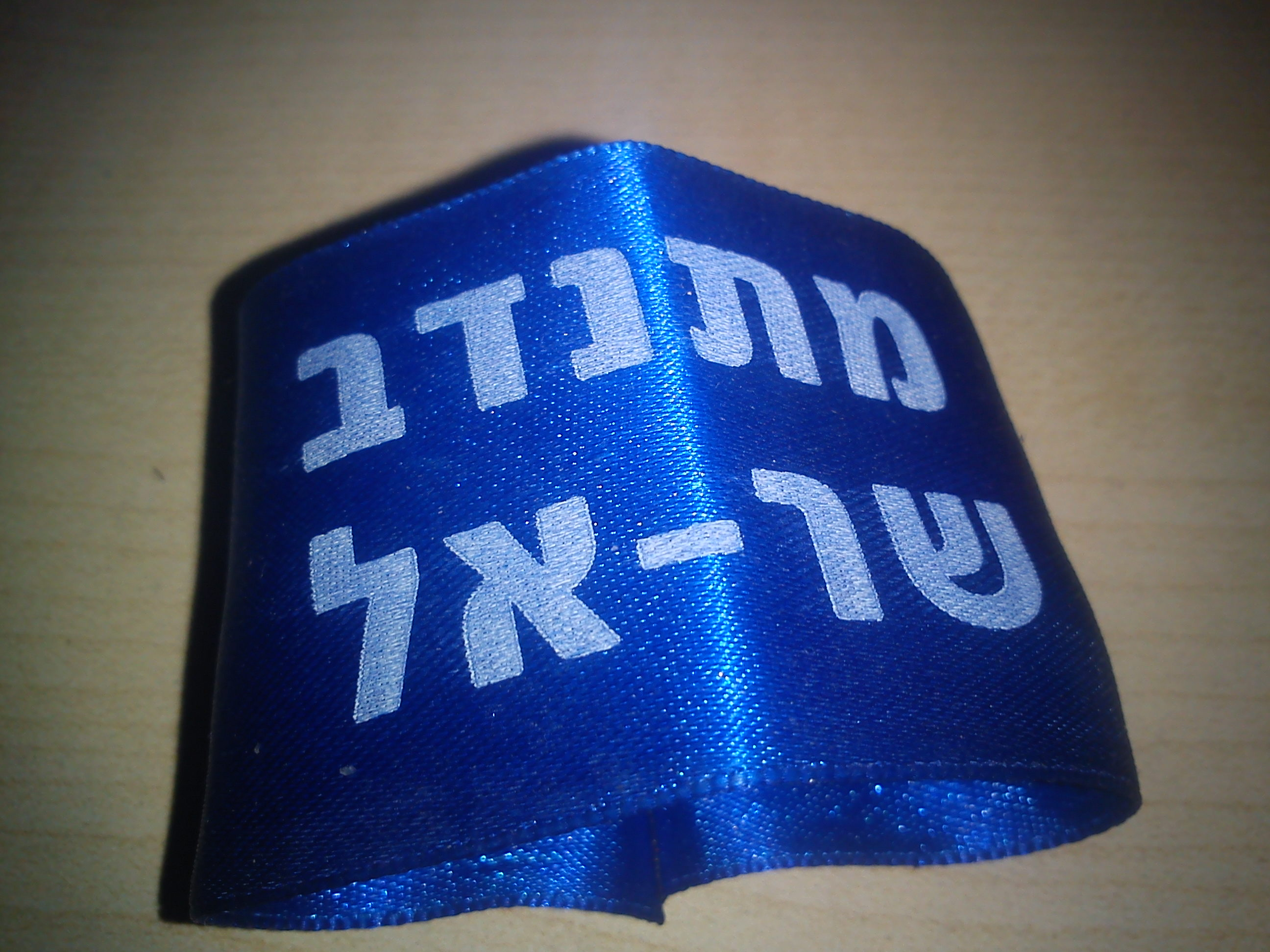
эполет участника программы

Сар-Эль (ивр. שר-אל‎) — программа для добровольцев в израильской армии. Слово Сар-Эль является акронимом фразы «служба Израилю» (транслит: Шерут ЛеИсраэль).

## Задачи программы
Ежегодно около 5000 добровольцев со всего мира проходят невооруженную службу в израильских войсках. Помимо питания и проживания, служба безвозмездна, в основном работа производится в сферах логистики, медицины, продовольствия и ремонта. Для записи на программу необходима медицинская пригодность и минимальный возраст 17 лет (15 при сопровождении взрослого). В отличие от Махаль, программа открыта и неевреям. Служба сопровождается обширной культурной программой, которая служит участникам подробным ознакомлением с израильской культурой. По выходным участников везут в Тель-Авив, где они могут бесплатно жить и питаться в армейском хостеле.
Хотя участники во время службы носят военную форму, они всё же не являются комбатантами, таким образом их служба как правило сопоставима с военными законами их стран. Добровольцы проходят службу исключительно в пределах зеленой линии, и пока не имели потерь.

## История
Программа была основана в 1983 году бригадным генералом в отставке Аароном Давиди так как в связи с мобилизацией к войне в Ливане в некоторых кибуцах урожай находился под угрозой. Давиди тогда завербовал более 600 добровольцев из США в помощь войскам, чтобы резервисты могли вернуться домой на сбор урожая. Программа была продолжена по просьбе добровольцев, позже она открылась и участникам из других стран.